# Toastmasters
Toastmasters (voluit Toastmasters International) is een internationale non-profitorganisatie gericht op het vergroten van de communicatie- en leiderschapsvaardigheden van haar leden, met de nadruk op spreken in het openbaar. Een lid van Toastmasters is een Toastmaster, oftewel een meester in het proosten.
Het hoofdkantoor van Toastmasters staat in Rancho Santa Margarita (Californië).

## Geschiedenis
Ralph C. Smedley (Waverly (Illinois), 22 februari 1878 - Santa Ana (Californië), 11 september 1965) begon Toastmasters officieel in Santa Ana op 22 oktober 1924. Het idee kreeg hij al eerder. In 1903, nadat hij was afgestudeerd van Wesleyan University in Bloomington (Illinois), vond hij werk als  onderwijscoördinator bij de plaatselijke YMCA. Al snel realiseerde hij zich dat vooral de oudere bezoekers wel wat training konden gebruiken in spreken in het openbaar. Smedley begon een club en noemde deze The Toastmasters Club, omdat de activiteiten leken op die bij een banket met toasts en speeches-na-het-eten. Toen hij vanwege promotie vertrok, viel de club echter weer uit elkaar. 
Smedley bleef nieuwe clubs oprichten bij elke overplaatsing binnen YMCA. De club in Santa Ana bleek wel een schot in de roos. Al snel ontstonden er meer clubs in de omgeving. Smedley ging zich bezighouden met algemene clubregels en trainingsprogramma's, zodat de verschillende clubs op dezelfde manier bleven werken. Toen in 1932 de eerste club over de grens ontstond, in New Westminster (British Columbia), richtte hij de federatie Toastmasters International op.
In 1941 gaf Smedley zijn werk bij YMCA op en richtte zich volledig op Toastmasters. Hij bleef nauw betrokken bij zijn organisatie tot vlak voor zijn dood in 1965. Het aantal clubs was inmiddels gegroeid tot 3600 en zou gestaag blijven groeien.

## Clubs
Toastmasters heeft (begin 2019) wereldwijd ongeveer 357.000 leden, verdeeld over ruim 16.600 clubs in 143 landen. Nederland heeft 38 clubs, waarvan 16 (geheel of gedeeltelijk) Nederlandstalig. De rest is Engelstalig. Vlaanderen heeft 15 clubs (de 10 in Brussel meegerekend), waarvan het merendeel zowel Nederlands- als Engelstalig is.
Elke club organiseert regelmatig, in Nederland en Vlaanderen meestal 2 maal per maand, een bijeenkomst, waarop een aantal leden een voorbereide speech geeft. Eenzelfde aantal andere leden evalueert ieder een van de speeches. De evaluatie bestaat uit een formulier en een (evaluatie)speech. Het mes snijdt hiermee aan twee kanten: ook de evaluatoren oefenen hun speechvermogen. Daarnaast kent Toastmasters andere leervormen, bijvoorbeeld improvisatie (table topics), opwarmrondje (round robin) en kennisoverdracht (educational).
Hoewel de clubs onderling (mogen) verschillen, heeft elke bijeenkomst van een club dezelfde structuur. Speeches en evaluaties zijn vaste onderdelen in elke club. Ook de Toastmaster van de avond (Toastmaster of the evening - TME) is een vaste rol. Bij toerbeurt zijn de leden TME. De TME leidt de bijeenkomst, bewaakt de agenda en roept de andere leden op voor hun rol. Een soort spreekstalmeester. 
Om het leereffect te optimaliseren, vervult een aantal leden die tijdens een bijeenkomst niet speechen of evalueren, ieder een rol, bijvoorbeeld:
- Eh-teller (Ah counter) - Telt het aantal keren dat de sprekers eh zeggen, of andere storende tussenwerpsels of stopwoorden gebruiken.
- Tijdwaarnemer (Time keeper) - Houdt de tijdsduur voor de sprekers in de gaten. Waarschuwt een spreker met groen - geel - rood voor voldoende tijd gebruikt - het is tijd - je loopt uit.
- Algemeen evaluator (General evaluator) - Evalueert de bijeenkomst, inclusief de sprekers die geen voorbereide speech doen, zoals de evaluatoren en de TME.

Elk lid met zo'n rol vertelt vooraf wat de rol inhoudt en geeft aan het einde een mondeling rapport. Hierdoor zijn de rollen bij uitstek geschikt als opstapje voor beginnende sprekers.
Het is mogelijk de meeste clubs een aantal maal vrijblijvend te bezoeken, om een goede indruk te krijgen voor te besluiten lid te worden, en zelf ook speeches te doen. Leden moeten minimaal 18 jaar zijn.

## Leertraject
Toastmasters ondersteunt het leertraject van de leden met series van elk 5 opdrachten. Vroeger gebeurde dat met boeken, tegenwoordig zijn de leermiddelen online beschikbaar.
Ter illustratie: het eerste boek, Competent Communication bevat 10 opdrachten voor speeches, elk met een ander specifiek aandachtsgebied, zodat het lid zijn spreekvaardigheid stap voor stap uitbouwt.
1. The ice breaker - De nulmeting, waarin het lid iets over zichzelf vertelt.
2. Organize your speech - Een speech met begin, midden en eind.
3. Get to the point - Het duidelijk overbrengen van de boodschap.
4. How to say it - Taalgebruik en zinsbouw.
5. Your body speaks - De functie van lichaamstaal.
6. Vocal variety - Stemgebruik. De kracht van stilte.
7. Research your topic - Goed gebruik van feiten.
8. Get comfortable with visual aids - Het gebruik van audiovisuele hulpmiddelen.
9. Persuade with power - Het aanwenden van overtuigingskracht.
10. Inspire your audience - Hoe een speech het publiek aanzet tot daden.

Het onderwerp van elke speech is vrij (hoewel sommige clubs onderwerpen op het gebied van religie en/of politiek uitsluiten). Een speech kan variëren van een humoristisch verhaal tot een inspirerende oproep aan het publiek.